# Angelo Bastiani
Angelo Sante Bastiani (Licciana Nardi, 31 ottobre 1913 – Roma, 19 giugno 1996) è stato un generale italiano, distintosi come ufficiale del Regio Corpo Truppe Coloniali operò prevalentemente in Africa Orientale Italiana nel periodo 1936-1941, dove fu più volte fu promosso per merito di guerra  (a sergente maggiore nel 1940, a sottotenente nel marzo 1941) e pluridecorato (Una medaglia d'oro, sette d'argento, una di bronzo, una croce di guerra al valor militare, e 4 croci al merito di guerra)..

## Biografia
Nacque a Licciana Nardi (Massa Carrara) il 31 ottobre 1913, figlio di Icilio e Teresa Ridolfi. All'età di diciannove anni iniziò a svolgere l'attività di apprendista giornalista presso un quotidiano di La Spezia. Nel 1933  si arruolò nel Regio Esercito in qualità di Soldato semplice, operando come volontario in Libia, assegnato al 3° Cacciatori. Prese parte ad operazioni di polizia coloniale a Tripoli e a Bengasi, e nell'aprile 1935 sbarcò a Massaua, Eritrea, con il grado di Caporalmaggiore, assegnato allo Stato maggiore della 1ª Divisione eritrea. Inizialmente sotto il comando di Primo Tomellini, allora capitano, prese parte alla Guerra d'Etiopia distinguendosi nella battaglia di Mai Ceu, dove fu decorato al valor militare.
Militare di carriera, fu assegnato in servizio alla Banda di Dessiè,  poi intorno al settembre 1937, con il grado di Sergente gli fu affidata una banda irregolare  che portò il suo nome, "banda Bastiani", con cui operò  fino alla resa di Gondar nel 1941.
Alla testa della sua unità prese parte a numerose operazioni di grande polizia coloniale contro la guerriglia etiopica. Dopo aver conquistato Ghiscià, raggiunse zone dell'altipiano abissino (il Mens, l'Ambassel, Mishe Mariam, il Beghemeder, il Lasta) che, fino a quel momento, erano considerate santuari della guerriglia abissina, bene accolto dalle popolazioni locali fortemente taglieggiate dai ribelli. 
Nell'aprile 1940, durante un combattimento, rimase ferito ad una gamba, e poco tempo dopo, durante uno scontro con i ribelli del capo sciftà Iggigù si fece portare in prima linea su di una barella di fortuna.  Ricoverato in ospedale ne uscì il 28 novembre, ormai in piena seconda guerra mondiale, raggiungendo immediatamente i suoi uomini.  Inviato nel Semien a contrastare il Degiac Negasc che si era asserragliato sull'Amba Cinerfà, il Negus, che appoggiava il capo ribelle mise sulla sua testa una taglia di 10 000 talleri. Dopo aver conquistato l'Amba Cinerfà fu decorato con un'altra Medaglia d'argento al valor militare, e la taglia sulla sua testa fu aumentata.
Nell'aprile 1941 fu chiamato presso il forte di Zerimà dal comando di Gondar, ma poco l'arrivo dei suoi uomini il fortino venne assediato dagli uomini di Negasc, e per spezzare l'assedio lanciò un contrattacco che ruppe le linee avversarie e consentì al suo reparto di raggiungere Debrivar.  Per questa azione il generale Guglielmo Nasi lo promosse al grado di sottotenente per merito di guerra.
Riunitosi al presidio di Uolchefit,  composto da 1 500 uomini al comando del colonnello Gonella, durante una fase della battaglia di Gondar  lanciò un contrattacco all'arma bianca alla testa della sua unità, ottenendo la distruzione del presidio nemico e la rioccupazione del passo Cinà.  Nel corso di questa operazione catturò personalmente ras Ajaleu Burrù e per questo alla fine della guerra venne decorato di Medaglia d'oro al valor militare.  La guarnigione di Uolchefit resistette ad ogni attacco nemico, e si arrese solo perché ridotta alla fame il 28 settembre 1941. Gli inglesi resero a lui, al tenente colonnello Gonella, e ai loro uomini l'onore delle armi.
Dopo la guerra fu a lungo presidente del Gruppo Medaglie d'Oro, associazione ex combattentistica dei decorati della massima onorificenza militare italiana.  Congedatosi con il grado di Generale di corpo d'armata, si spense a Roma, presso l'Ospedale militare del Celio, il 19 giugno 1996, all'età di 83 anni.
Lettera che lo sciumbasci Belai Scibesci, dall'Eritrea, scrisse ad Angelo Sante Bastiani in occasione d'una delle ultime promozioni, riportata nel libro "Ascari K7":
<<Notizia tu stare vivo e promosso grande gioia per tutti noi, tuoi àscari banda del Mens, dell'Ancober, dell'Ambassel, del Beghemeder, del Semien, dell'Uolchefit, che tu hai portato vittoriosamente al combattimento e hai visti morire gloriosamente per l'Italia. Tutti con te abbiamo troppo combattuto e sempre vinto, morti e vivi. Ma oggi nostri fratelli morti tornati in piedi e con noi fare grande fantasia in tuo onore, Ambesà Bastiani, e speriamo tornare tra noi in questi nostri paesi, se inglisi lo vorranno. Ora noi pregare tanto per Mariam, Cristos e Ghiorghis perché ti facciano ritornare con noi, perché noi figli rimasti senza padre. Speriamo così abbia a essere. Così sia>>

### Periodici
- Antonio Daniele, Angelo Sante Bastiani, in Il Nastro Azzurro, n. 4, Roma, Istituto Nazionale del Nastro Azzurro, luglio-agosto 2010,  pp. 26-28.